# Chồn nâu châu Mỹ
Chồn nâu châu Mỹ (danh pháp khoa học: Neovison vison) là một loài động vật có vú trong họ Chồn, bộ Ăn thịt. Loài này được Schreber mô tả năm 1777. Đây là loài bản địa Bắc Mỹ, mặc dù sự can thiệp của con người đã mở rộng phạm vi của nó đến nhiều nơi trên châu Âu và Nam Mỹ. Do mở rộng phạm vi, chồn nâu châu Mỹ được IUCN phân loại là loài ít quan tâm. Kể từ khi sự tuyệt chủng của chồn nâu biển, chồn nâu châu Mỹ là thành viên còn sót lại duy nhất của chi Neovison. Chồn nâu châu Mỹ là loài ăn thịt, chúng ăn động vật gặm nhấm, cá, động vật giáp xác, ếch và các loài chim.

## Hình ảnh

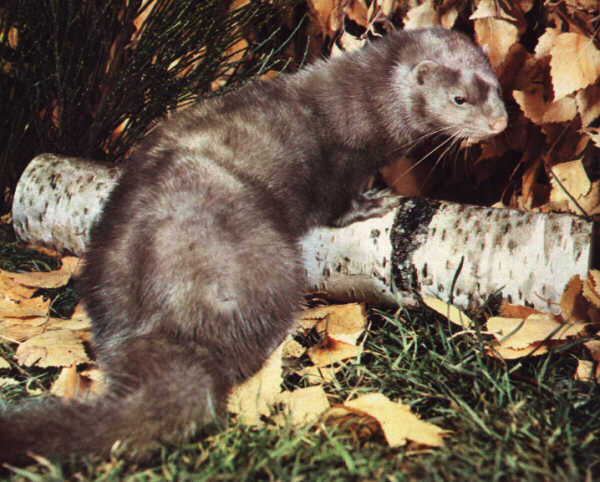
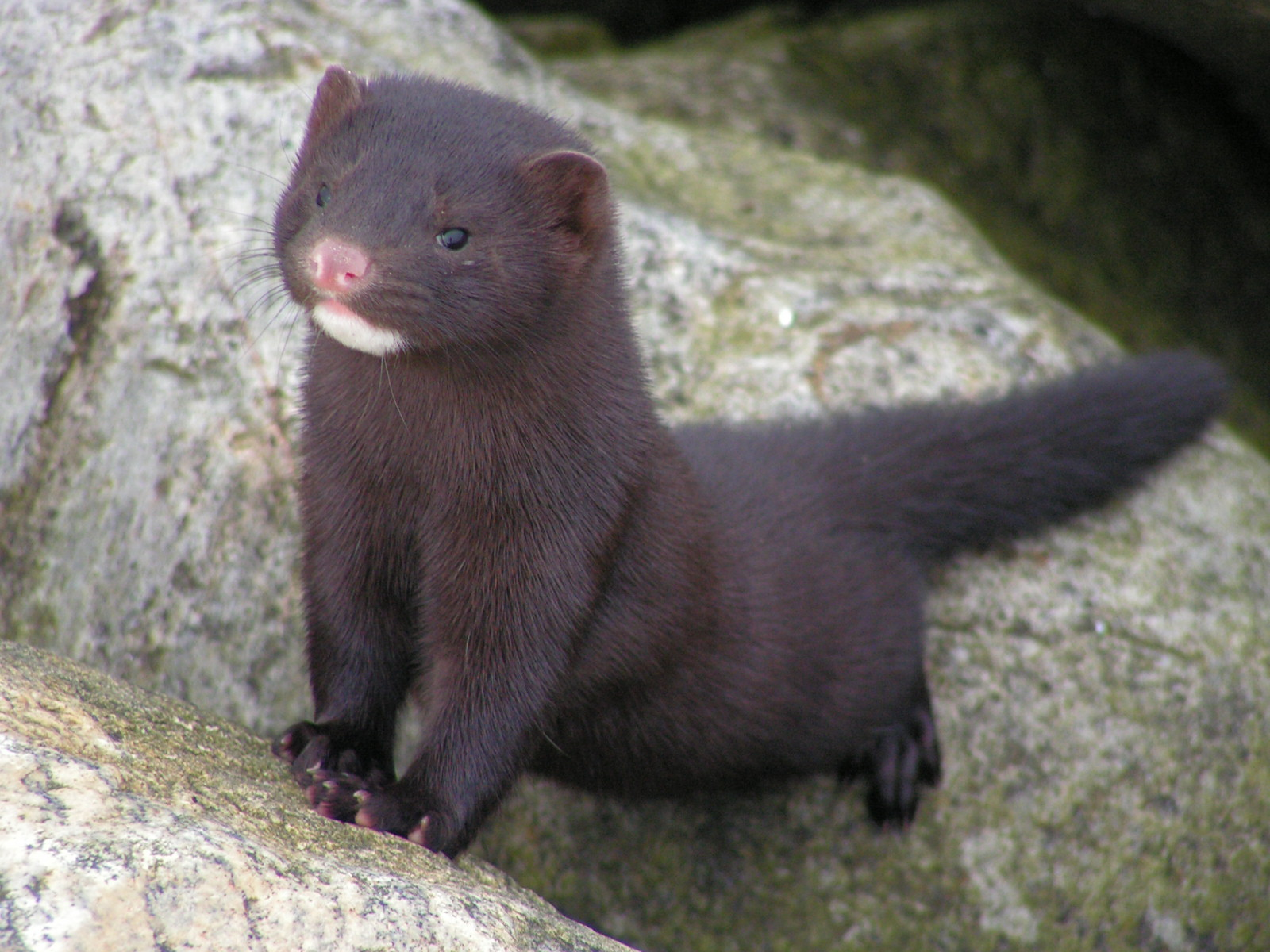
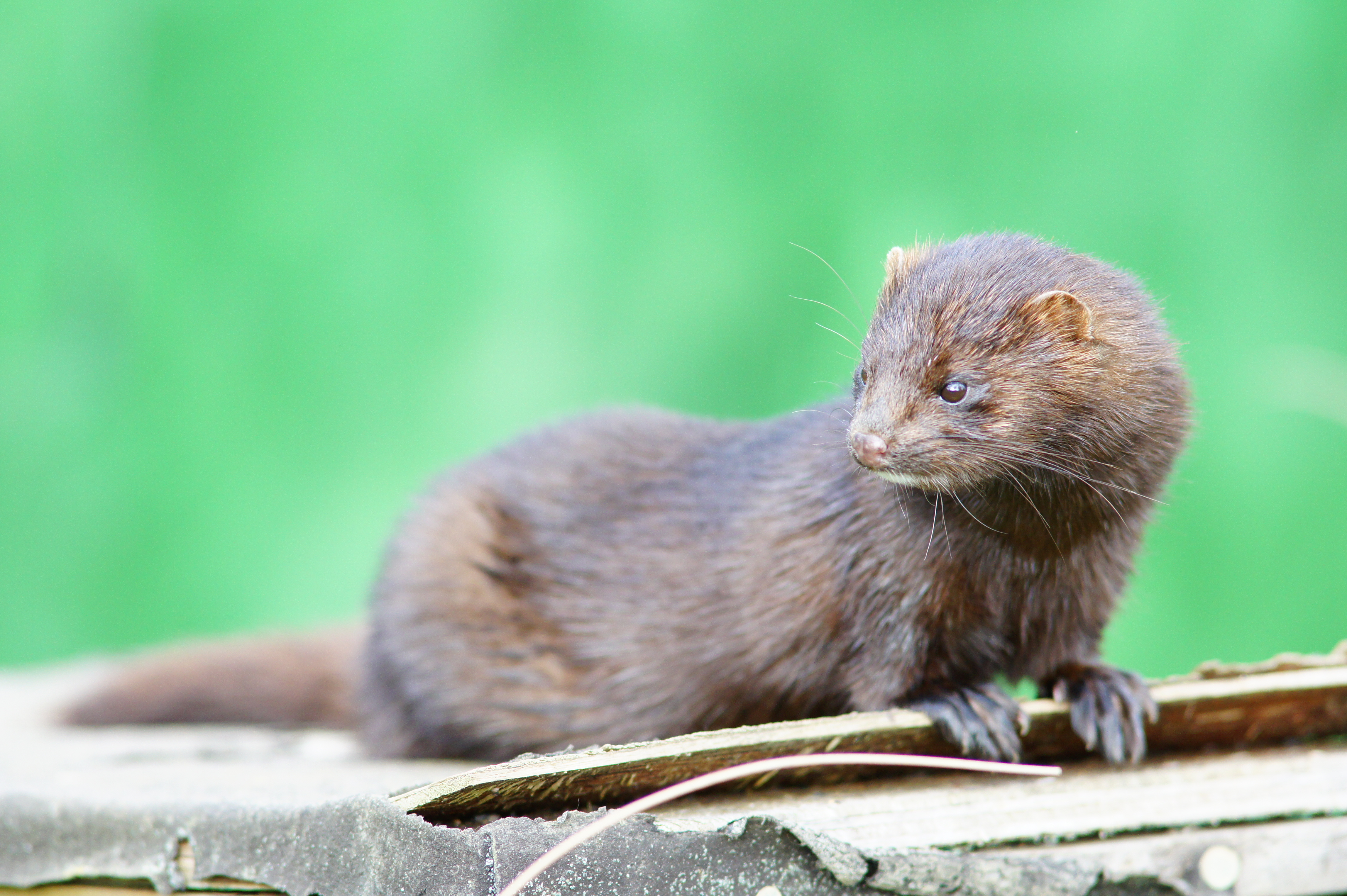